# Maxime Vachier-Lagrave
Maxime Vachier-Lagrave (pronúncia em francês: [maksˈim vaˈʃje laɡʁˈav], nascido em 21 de outubro de 1990), também conhecido como MVL, é um grande mestre de xadrez francês.
Em 2009, foi campeão mundial juvenil de xadrez.  Em agosto de 2016, foi ranqueado com o segundo maior rating da FIDE
Vachier-Lagrave venceu por três vezes o campeonato francês (2007, 2011 e dividiu o título em 2012) e por quatro vezes o Torneio de Biel (2009, 2013, 2014 e 2015). Pelo grau de dificuldade, sua maior conquista foi a Copa Sinquefield, em 2017.
Lagrave graduou-se em matemática, em 2010.

## Carreira no xadrez
- Venceu, em 2004, o Campeonato Junior Francês (U20);
- Venceu, em 2007 e 2008, o Campeonato de Xadrez de Paris, com 7 pontos em 9;
- Venceu, em 2007, o Campeonato Francês ao derrotar Vladislav Tkachiev]] no tiebreak;
- Venceu, em 2008, o Memorial Gregory Marx, em Paks, com 7 pontos em 10;
- Venceu, em 2009, 2013, 2014 e 2015, o Torneio de Biel de Grandes Mestres;
- Venceu, em 2009, o Mundial Junior de Xadrez.
- Venceu, em 2010, o Torneio de Hoogeveen.
- Venceu, em 2010, o Campeonato Europeu de Blitz.[4]
- Venceu, em 2011, o SportAccord World Mind Games, em Beijing;
- Venceu, em 2011 and 2012, o Campeonato Francês de Xadrez;
- Venceu, em 2012, a Copa SPICE[5]
- Venceu, em 2012, Campeonato Europeu de Blitz.[6]
- Em 2015, chegou entre os primeiros colocados do London Chess Classic, e perdeu no tiebrake para Magnus Carlsen;
- Venceu, em 2016, o Dortmund Sparkassen Chess Meeting;
- Venceu, em 2016, o Torneio Rápido de Masters da Corsica, ao superar Anand na final;
- Venceu, em 2017, o Grand Prix da FIDE em Sharjah;
- Venceu, em 2017, a Copa Sinquefield à frente de Magnus Carlsen e Viswanathan Anand.
- Venceu, em 2021, o Campeonato Mundial de Blitz.[7]